# 4basebio
4basebio AG (2018 bis 2019  Expedeon AG davor Sygnis AG) war ein deutsch-spanischer Polymerasehersteller mit Firmensitzen in Heidelberg und Madrid.

## Unternehmen

Unternehmenslogo bis 2018

Das am Regulierten Markt notierte Unternehmen entwickelte Polymerasen und vertrieb diese in „Kits“, die zu DNA-Sequenzierung und Amplifizierung dienen. Der Börsengang fand am 11. August 2001 statt. Im Jahre 2006 wurde das operative Geschäft der BASF-Tochter Axaron Bioscience AG, die zuvor als Lion Bioscience am Neuen Markt notierte, übernommen.
Sygnis erwirtschaftete seit der Gründung durchgehend hohe Verluste und war auf regelmäßige Kapitalzufuhr angewiesen.
Im August 2018 erfolgte eine Umfirmierung von Sygnis AG zur Expedeon AG mit Eintragung in das Handelsregister Mannheim.
Anfang Januar 2020 wurde der Verkauf des operativen Kerngeschäfts an das, auf den Onlinehandel mit Antikörpern und weiteren Reagenzien für die Grundlagenforschung spezialisierte britische Unternehmen Abcam, für rund 120 Mio. Euro abgeschlossen. Eine außerordentliche Hauptversammlung genehmigte am 19. Dezember 2019 die Transaktion. Zugleich folgte die Umbenennung in 4basebio AG.
Am 28. Januar 2021 beschloss die Hauptversammlung die Umbenennung der 4basebio AG in 2invest AG. Dieses neue Unternehmen soll sich an Firmen der Biotechnologie-, Biowissenschaften- und IT-Branche beteiligen. Der produzierende Teil des Unternehmens wurde als 4basebio SE mit Sitz im Vereinigten Königreich abgespalten.

## Aufsichtsrat
- Joseph M. Fernandez (Interim-Vorsitzender)[10]
- Pilar de la Huerta
- Peter Llewellyn-Davies
- Tim McCarthy
- Trevor Jarman

ehemalige Mitglieder:
- Cristina Garmendia[11]